# Гюндлишванд
Гюндлишванд (нем. Gündlischwand) — коммуна в Швейцарии, в кантоне Берн. 
Входит в состав округа Интерлакен. Население составляет 281 человек (на 31 декабря 2006 года). Официальный код — 0578.